# Hautes-Duyes
Pour les articles homonymes, voir Auribeau (homonymie) et Duyes (homonymie).
Hautes-Duyes est une commune française, située dans le département des Alpes-de-Haute-Provence en région Provence-Alpes-Côte d'Azur.
Le nom de ses habitants est Duyens.

## Géographie

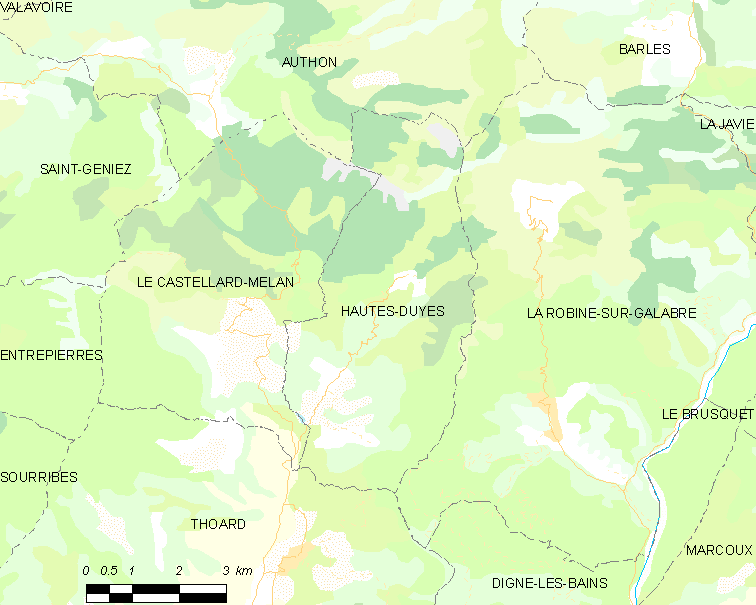
Hautes-Duyes et les communes voisines (Cliquez sur la carte pour accéder à une grande carte avec la légende).

Les communes limitrophes sont Authon, La Robine-sur-Galabre, Thoard et Le Castellard-Mélan. Le village est situé à 800 m d’altitude. La commune tire son nom de la Duyes qui la traverse.
Les routes d’accès sont acrobatiques.

### Relief
Sommets : 
- montagne de Géruen ;
- crête de la Fubie

### Environnement
La commune compte 750 ha de bois et forêts.

### Risques majeurs
Aucune des 200 communes du département n'est en zone de risque sismique nul. Le canton de Digne-les-Bains-Ouest auquel appartient Hautes-Duyes est en zone 1b (sismicité faible) selon la classification déterministe de 1991, basée sur les séismes historiques, et en zone 4 (risque moyen) selon la classification probabiliste EC8 de 2011. La commune d’Hautes-Duyes est également exposée à trois autres risques naturels :
- feu de forêt ;
- inondation (dans la vallée des Duyes) ;
- mouvement de terrain : plusieurs versants de la commune sont concernés par un aléa moyen à fort[5].

La commune d’Hautes-Duyes n’est exposée à aucun des risques d’origine technologique recensés par la préfecture ; aucun plan de prévention des risques naturels prévisibles (PPR) n’existe pour la commune et le Dicrim existe depuis 2011.
La commune a été l’objet d’un seul arrêté de catastrophe naturelle, en 1994 pour des inondations et des coulées de boue. Malgré la classification de la commune pour le risque sismique, il n’existe aucune archive conservant la mémoire des tremblements de terre ressentis dans la commune.

### Climat
Pour des articles plus généraux, voir Climat de Provence-Alpes-Côte d'Azur et Climat des Alpes-de-Haute-Provence.
En 2010, le climat de la commune est de type climat méditerranéen altéré, selon une étude du Centre national de la recherche scientifique s'appuyant sur une série de données couvrant la période 1971-2000. En 2020, Météo-France publie une typologie des climats de la France métropolitaine dans laquelle la commune est exposée à un climat de montagne ou de marges de montagne et est dans la région climatique Alpes du sud, caractérisée par une pluviométrie annuelle de 850 à 1 000 mm, minimale en été.
Pour la période 1971-2000, la température annuelle moyenne est de 10,6 °C, avec une amplitude thermique annuelle de 17 °C. Le cumul annuel moyen de précipitations est de 888 mm, avec 6,9 jours de précipitations en janvier et 4,7 jours en juillet. Pour la période 1991-2020, la température moyenne annuelle observée sur la station météorologique de Météo-France la plus proche, « Digne les Bains », sur la commune de Digne-les-Bains à 12 km à vol d'oiseau, est de 12,2 °C et le cumul annuel moyen de précipitations est de 681,2 mm. 
La température maximale relevée sur cette station est de 42,1 °C, atteinte le 28 juin 2019 ; la température minimale est de −17,8 °C, atteinte le 4 février 2012,,.
Les paramètres climatiques de la commune ont été estimés pour le milieu du siècle (2041-2070) selon différents scénarios d'émission de gaz à effet de serre à partir des nouvelles projections climatiques de référence DRIAS-2020. Ils sont consultables sur un site dédié publié par Météo-France en novembre 2022.

## Urbanisme

### Typologie
Au 1er janvier 2024, Hautes-Duyes est catégorisée commune rurale à habitat très dispersé, selon la nouvelle grille communale de densité à 7 niveaux définie par l'Insee en 2022.
Elle est située hors unité urbaine et hors attraction des villes,.

### Occupation des sols
L'occupation des sols de la commune, telle qu'elle ressort de la base de données européenne d’occupation biophysique des sols Corine Land Cover (CLC), est marquée par l'importance des forêts et milieux semi-naturels (90,4 % en 2018), en diminution par rapport à 1990 (95,4 %). La répartition détaillée en 2018 est la suivante : 
milieux à végétation arbustive et/ou herbacée (48,3 %), forêts (38,5 %), prairies (5 %), zones agricoles hétérogènes (4,6 %), espaces ouverts, sans ou avec peu de végétation (3,6 %).
L'évolution de l’occupation des sols de la commune et de ses infrastructures peut être observée sur les différentes représentations cartographiques du territoire : la carte de Cassini (XVIIIe siècle), la carte d'état-major (1820-1866) et les cartes ou photos aériennes de l'IGN pour la période actuelle (1950 à aujourd'hui).

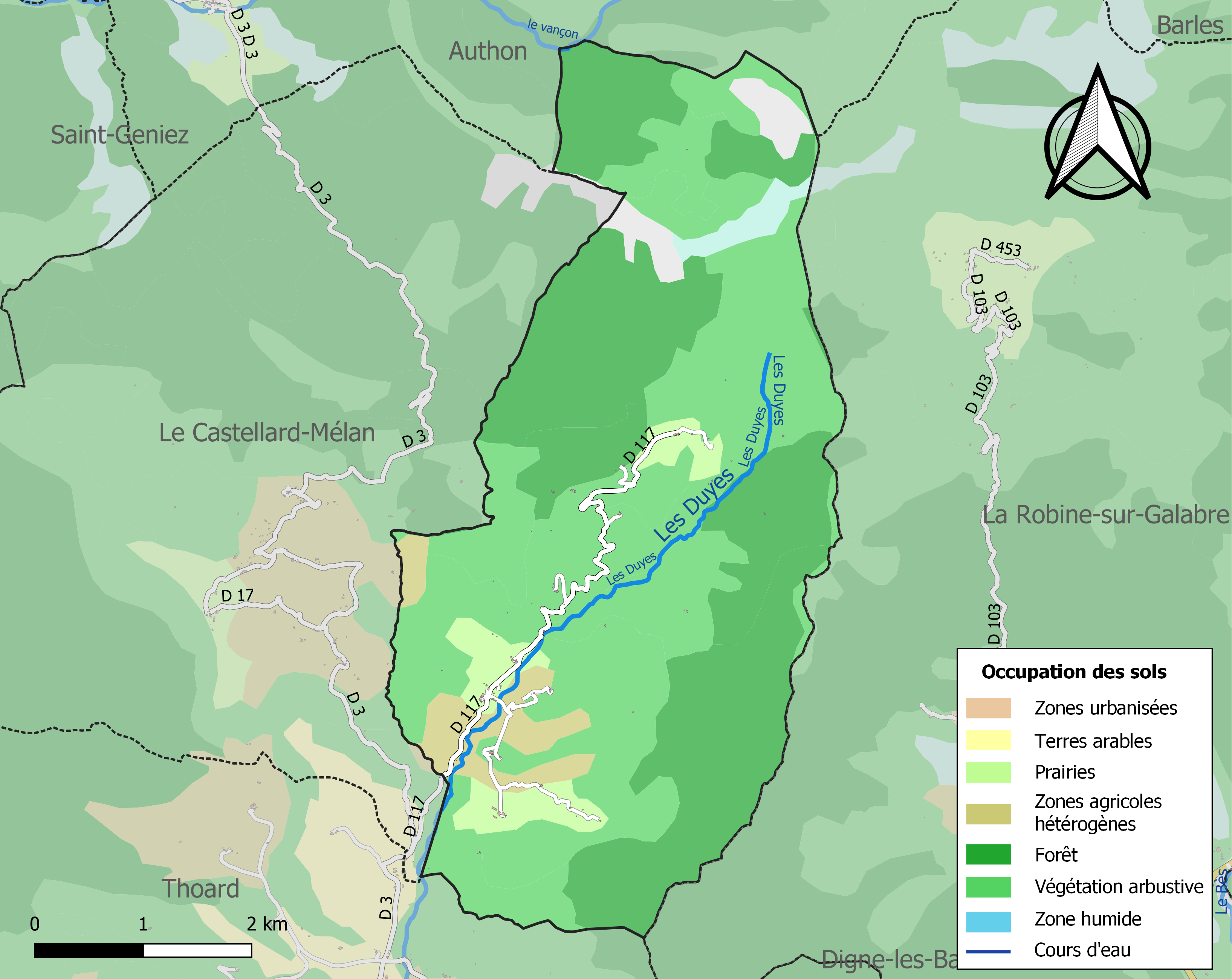
Carte de l'occupation des sols de la commune en 2018 (CLC).

## Histoire
Dans l’Antiquité, les Bodiontiques (Bodiontici) peuplaient la vallée de la Bléone et celles de ses affluents, et étaient donc le peuple gaulois qui vivait dans l’actuelle commune de Hautes-Duyes. Les Bodiontiques, qui sont vaincus par Auguste en même temps que les autres peuples présents sur le Trophée des Alpes (avant 14 av. J.-C.), sont rattachés à la province des Alpes-Maritimes lors de sa création.
La commune est formée de la fusion de celles d’Auribeau et de Saint-Estève en 1973. Auribeau apparaît vers 1200 dans les chartes (Auribellum), compte 26 feux en 1315 et 3 en 1471. Saint-Estève est cité pour la première fois au XIIIe siècle (Sanctus Stephanus), et compte 26 feux en 1315, et 139 habitants en 1765. Les deux communautés relevaient de la baillie de Digne.
Saint-Estève appartient aux comtes de Baschi du XVe au XVIIIe siècle (aussi coseigneurs de Barras et de Thoard, puis, par des mariages, seigneurs en Languedoc d'Aubais, Pignan, Le Cayla : cf. Siffrein, Hercule et son fils Achille), et le fief de Bachy-Saint-Estève est érigé en comté en 1715,. Un noyau de protestants se maintient à Saint-Estève jusqu’à la fin du XVIIe siècle et utilise la chapelle et le cimetière Notre-Dame.
Durant la Révolution, Auribeau compte une société patriotique, créée après la fin de 1792, ainsi que Saint-Estève. Pour suivre le décret de la Convention du 25 vendémiaire an II invitant les communes ayant des noms pouvant rappeler les souvenirs de la royauté, de la féodalité ou des superstitions, à les remplacer par d'autres dénominations, cette seconde commune change de nom pour L’Arc-des-Duyes (parfois orthographié Larg-des-Duyes).
Le coup d'État du 2 décembre 1851 commis par Louis-Napoléon Bonaparte contre la Deuxième République provoque un soulèvement armé dans les Basses-Alpes, en défense de la Constitution. Après l’échec de l’insurrection, une sévère répression poursuit ceux qui se sont levés pour défendre la République : Auribeau, avec deux habitants traduits devant la commission mixte, est relativement peu touchée. Aucun habitant de Saint-Estève n’a été jugé.
Comme de nombreuses communes du département, les communes d’Auribeau et de Saint-Estève se dotent d’une école bien avant les lois Jules Ferry : en 1863, une école dispensant une instruction primaire aux garçons fonctionne dans chacun des deux villages. Aucune instruction n’est donnée aux filles : ni la loi Falloux (1851), qui impose l’ouverture d’une école de filles aux communes de plus de 800 habitants, ni la première loi Duruy (1867), qui abaisse ce seuil à 500 habitants, ne concernent pas Saint-Estève et Auribeau,. Les subventions accordées par la deuxième loi Duruy (1877) permettent à Saint-Estève de construire une école neuve, mais ce n’est qu’avec les lois Ferry que les filles des deux communes sont scolarisées.
L’ancienne école de Saint-Estève est reconvertie en logements sociaux.

## Héraldique
| Blason de Hautes-Duyes | Blason  | D'azur à un chevron d'or accompagné de trois cailloux du même.                                                                |
| Blason de Hautes-Duyes | Détails | Commune formée de la fusion de celles d’Auribeau et de Saint-Estève en 1973. Le statut officiel du blason reste à déterminer. |

## Économie

### Aperçu général
En 2009, la population active s’élevait à 15 personnes, dont 2 chômeurs. Ces travailleurs sont majoritairement indépendants (sept contre six salariés) et travaillent majoritairement à Hautes-Duyes (huit actifs sur treize). La majorité des emplois de la commune relèvent du secteur primaire. Il n'y a aucun établissement du secteur secondaire dans la commune, et aucun emploi salarié.

### Agriculture
Fin 2010, le secteur primaire (agriculture, sylviculture, pêche) comptait sept établissements actifs au sens de l’Insee (exploitants non-professionnels inclus).
Le nombre d’exploitations professionnelles en 2010 était inconnu de l’enquête Agreste du ministère de l’Agriculture. Il était de quatre en 2000, de 10 en 1988. Actuellement, ces exploitants sont essentiellement tournés vers l’élevage ovin. De 1988 à 2000, la surface agricole utile (SAU) a augmenté, de 389 ha à 506 ha.

### Activités de service
Fin 2010, le secteur tertiaire ne comptait qu’un seul et unique établissement du secteur administratif.
D'après l’Observatoire départemental du tourisme, la fonction touristique est secondaire pour la commune, avec entre un et cinq touristes accueillis par habitant. Les capacités d’hébergement consistent, aux Hautes-Duyes, en des meublés labellisés. Il y a en outre une dizaine de résidences secondaires susceptibles d'apporter un complément à la capacité d’accueil,,.

## Politique et administration

### Liste des maires
| Période                                  | Période  | Identité            | Étiquette | Qualité  |
| ---------------------------------------- | -------- | ------------------- | --------- | -------- |
| Les données manquantes sont à compléter. |          |                     |           |          |
| 2014                                     | 2020     | Chantal Casa        |           | employée |
| 1977 (?)                                 | 2014     | Jean-Louis Richard, | PS        |          |
| juin 2020                                | En cours | Italo Zanartu-Hayer |           |          |

### Intercommunalité
Hautes-Duyes a fait partie, de 1992 à 2016, de la communauté de communes des Duyes et Bléone. Depuis le 1er janvier 2017, elle fait partie de la communauté d'agglomération Provence-Alpes Agglomération.

## Démographie

### Auribeau
| 1315    | 1471   | 1793 | 1800   | 1806 | 1821 | 1831 | 1836 |
| ------- | ------ | ---- | ------ | ---- | ---- | ---- | ---- |
| 26 feux | 3 feux | 213  | lacune | 184  | 184  | 160  | 175  |

| 1841 | 1846 | 1851 | 1856 | 1861 | 1866 | 1872 | 1876 |
| ---- | ---- | ---- | ---- | ---- | ---- | ---- | ---- |
| 165  | 165  | 160  | 170  | 164  | 168  | 147  | 140  |

| 1881 | 1886 | 1891 | 1896 | 1901 | 1906 | 1911 | 1921 |
| ---- | ---- | ---- | ---- | ---- | ---- | ---- | ---- |
| 128  | 105  | 100  | 93   | 101  | 86   | 73   | 67   |

| 1926 | 1931 | 1936 | 1946 | 1954 | 1962 | 1968 | - |
| ---- | ---- | ---- | ---- | ---- | ---- | ---- | - |
| 47   | 43   | 46   | 35   | 24   | 16   | 20   | - |

L’histoire démographique d'Auribeau est marquée par la crise des XIVe et XVe siècles, suivi d'un long mouvement de croissance jusqu’au milieu du XIXe siècle. Lui succède ensuite une période d’« étale » où la population reste relativement stable à un niveau élevé. Cette période d'apogée démographique dure de 1806 à 1866. L’exode rural provoque ensuite un mouvement de recul de longue durée, et assez rapide. Dès 1906, la commune enregistre une perte supérieure à la moitié de ses effectifs du maximum historique de 1806. Le mouvement de recul continue jusqu'aux années 1960, ce qui conduit à la fusion d'Auribeau avec sa voisine Saint-Estève.

### Saint-Estève
| 1315    | 1765 | 1793 | 1800   | 1806 | 1821 | 1831 | 1836 |
| ------- | ---- | ---- | ------ | ---- | ---- | ---- | ---- |
| 26 feux | 139  | 108  | lacune | 142  | 124  | 117  | 140  |

| 1841 | 1846 | 1851 | 1856 | 1861 | 1866 | 1872 | 1876 |
| ---- | ---- | ---- | ---- | ---- | ---- | ---- | ---- |
| 132  | 144  | 128  | 119  | 114  | 120  | 114  | 104  |

| 1881 | 1886 | 1891 | 1896 | 1901 | 1906 | 1911 | 1921 |
| ---- | ---- | ---- | ---- | ---- | ---- | ---- | ---- |
| 102  | 104  | 100  | 99   | 83   | 83   | 81   | 59   |

| 1926 | 1931 | 1936 | 1946 | 1954 | 1962 | 1968 | - |
| ---- | ---- | ---- | ---- | ---- | ---- | ---- | - |
| 40   | 51   | 49   | 39   | 38   | 34   | 28   | - |

L’histoire démographique ancienne de Saint-Estève est mal connue. Elle connait elle aussi une période d’« étale » où la population reste relativement stable à un niveau élevé, mais plus courte que celle d'Auribeau : de 1806 à 1851. L’exode rural est moins rapide à Saint-Estève qu'à Auribeau : la perte de la moitié de ses effectifs du maximum historique de 1846 n'est enregistrée qu'en 1921. Le mouvement de recul continue jusqu'aux années 1960, ce qui conduit à la fusion avec sa voisine Auribeau.

### Hautes-Duyes
L'évolution du nombre d'habitants est connue à travers les recensements de la population effectués dans la commune depuis 1793. Pour les communes de moins de 10 000 habitants, une enquête de recensement portant sur toute la population est réalisée tous les cinq ans, les populations de référence des années intermédiaires étant quant à elles estimées par interpolation ou extrapolation. Pour la commune, le premier recensement exhaustif entrant dans le cadre du nouveau dispositif a été réalisé en 2007.

En 2022, la commune comptait 50 habitants, en évolution de +16,28 % par rapport à 2016 (Alpes-de-Haute-Provence : +2,84 %, France hors Mayotte : +2,11 %).
| 1793 | 1806 | 1821 | 1831 | 1836 | 1841 | 1846 | 1851 | 1856 |
| ---- | ---- | ---- | ---- | ---- | ---- | ---- | ---- | ---- |
| 108  | 142  | 124  | 117  | 140  | 132  | 144  | 128  | 119  |

| 1861 | 1866 | 1872 | 1876 | 1881 | 1886 | 1891 | 1896 | 1901 |
| ---- | ---- | ---- | ---- | ---- | ---- | ---- | ---- | ---- |
| 114  | 120  | 114  | 104  | 102  | 104  | 100  | 99   | 83   |

| 1906 | 1911 | 1921 | 1926 | 1931 | 1936 | 1946 | 1954 | 1962 |
| ---- | ---- | ---- | ---- | ---- | ---- | ---- | ---- | ---- |
| 83   | 81   | 59   | 40   | 51   | 49   | 39   | 38   | 34   |

| 1968 | 1975 | 1982 | 1990 | 1999 | 2006 | 2007 | 2012 | 2017 |
| ---- | ---- | ---- | ---- | ---- | ---- | ---- | ---- | ---- |
| 28   | 38   | 33   | 29   | 27   | 32   | 33   | 40   | 43   |

| 2022 | - | - | - | - | - | - | - | - |
| ---- | - | - | - | - | - | - | - | - |
| 50   | - | - | - | - | - | - | - | - |

## Lieux et monuments
L’église paroissiale d’Auribeau se trouve à l’écart du hameau,. Placée sous le vocable de Saint-Pierre, c’est un ancien prieuré. Au-dessus d’Auribeau, subsiste la base d’une tour, au lieu-dit Castellar de Saint-Pierre. L’une des tours d’angle du château d’Auribeau est en fait un pigeonnier, le reste du bâtiment, datant du XVIIe siècle tombe en ruines, y compris la chapelle Saint-Sébastien du château.
L’ancienne église de Saint-Estève s’appelle Notre-Dame-des-Touisses,.
La chapelle Saint-Pierre au col Saint-Pierre, ancienne église castrale, est en ruines.
La chapelle Notre-Dame, fondée en 1555, vient d’être restaurée.

## Personnalités liées à la commune
- Louis Hippolyte Peyron (1756-1814), général des armées de la République y est né.